# Muzeum Indiańskie w Wymysłowie
Muzeum Kultury Indian Ameryki Północnej im. Sat-Okha w Wymysłowie – prywatne muzeum położone w Wymysłowie (powiat tucholski). Jego założycielem i patronem jest Stanisław Supłatowicz – Sat-Okh – pisarz i żołnierz Armii Krajowej, półkrwi Szaunis.
Muzeum znajduje się na terenie gospodarstwa agroturystycznego. Powstało w 2000 roku, jeszcze za życia Sat-Okha (zmarł w 2003 roku), przy udziale osób zrzeszonych w Polskim Ruchu Przyjaciół Indian. W placówce zostały zgromadzone eksponaty związane z kulturą Indian Północnoamerykańskich, a w szczególności broń, stroje, regalia, przedmioty codziennego użytku oraz kultowe, ozdoby. Wewnątrz placówki zrekonstruowano indiańskie tipi.
Muzeum jest obiektem całorocznym, oferującym zwiedzanie dla osób indywidualnych oraz grup. Wstęp jest płatny. 